# SentinelOne
SentinelOne ist ein US-amerikanisch-israelisches Unternehmen im Bereich Cybersecurity und Software mit Hauptsitz in Mountain View, Kalifornien. Das Unternehmen nutzt maschinelles Lernen für die Überwachung von Personal Computern, IoT-Geräten und Cloud-Workloads. Die Plattform des Unternehmens nutzt ein heuristisches Modell, insbesondere seine patentierte verhaltensbasierte KI. Seine Produkte werden vorwiegend von anderen Unternehmen genutzt (Business-to-Business). Hauptkonkurrent ist Crowdstrike.

## Geschichte
Das Unternehmen wurde 2013 von den israelischen Unternehmern Tomer Weingarten, Almog Cohen und Ehud "Udi" Shamir gegründet. 2019 erfolgte die erste Finanzierungsrunde in das Start-up in Höhe von 130 Millionen US-Dollar. Im Jahr 2020 schloss SentinelOne eine weitere Finanzierungsrunde in Höhe von 267 Millionen US-Dollar ab, wodurch sich die Gesamtbewertung des Unternehmens auf 3,1 Milliarden US-Dollar erhöhte.
Im Jahr 2021 stoppte die Software von SentinelOne einen Cyberangriff auf das Unternehmen Solarwinds. Am 30. Juni 2021 schloss SentinelOne einen Börsengang an der New York Stock Exchange ab und nahm dabei 1,2 Milliarden US-Dollar ein.

## Auszeichnungen
- In der Liste Disruptor 50 von CNBC wurde das Unternehmen 2021 auf Platz 4 gewählt.[6]